# Carla Lont
Carla Mildred Lont (Paramaribo, 12 mei 1944 - Den Haag, 28 juli 1999) was een Surinaams archivaris en feministe. Ze zette zich in voor het professionaliseren van het archiefwezen in Suriname.

## Leven
Carla Lont werd geboren op 12 mei 1944 te Paramaribo. Ze woonde tot 1994 grotendeels in Suriname. Na de Staatsgreep in Suriname in 1980 stuurde ze haar vier kinderen een voor een naar het buitenland; drie naar Nederland en de jongste zoon naar de Verenigde Staten. Zelf bleef ze in Paramaribo wonen, maar ging regelmatig naar Nederland. Op 4 mei 1994 werd haar het Nederlanderschap verleend. Ze verhuisde dat jaar definitief en herenigde zich met haar kinderen. Op 28 juli 1999 overleed Carla Lont op 55-jarige leeftijd te Den Haag.
Lont was een zus van de schrijfster Orsine Koorndijk.

## Opleiding en loopbaan
Lont volgde een paar cursussen Archiefverzorging in Suriname. Omdat Suriname geen eigen archiefschool had, volgde ze vanaf 1974 de opleiding voor middelbaar archiefambtenaar aan de Rijksarchiefschool in Utrecht. De verplichte stage van een jaar liep ze bij de Tweede Afdeling van het Algemeen Rijksarchief, bij rijksarchivaris Evert van Laar. Daarna werkte ze tot 1 juli 1976 bij het Algemeen Rijksarchief. Van 1977 - 1990 werkte Lont voor het Ministerie van Onderwijs en Volksontwikkeling in Suriname. Daar zette ze haar eigen afdeling Post en Archiefzaken op. Om het archiefwezen te professionaliseren gaf ze trainingen archiefverzorging en ze schreef beleidsnota's, o.a. over doel, taken en structuur van een Nationaal Archief (1978) en over het archiefbeleid in Suriname (1982). Inmiddels was Suriname onafhankelijk geworden in 1975. Lont ging naar internationale conferenties over restituties van cultureel erfgoed. Ze maakte ook deel uit van een archiefcommissie die adviseerde over teruggave van archieven door Nederland aan Suriname.   
In 1991 en 1992 verbleef Lont in Nederland en verrichtte ze archiefwerk voor de Evangelische Broedergemeente Suriname waarvoor ze archivaris was. In 1992 werd ze chef Centraal Semi-Statisch Archief bij het ministerie van Binnenlandse Zaken in Nederland. Naast dit werk deed ze opdrachten voor verschillende Surinaamse vrouwenorganisaties in Nederland, waaronder de Landelijke Organisatie van Surinaamse Vrouwen.